# Partito Socialista (Paesi Bassi)
Il Partito Socialista (in olandese Socialistische Partij (IPA: [soːʃiaːˈlɪstisə pɑrˈtɛi]) - SP) è un partito politico dei Paesi Bassi di orientamento socialista democratico. Lilian Marijnissen ne è l'attuale leader.

## Storia
È stato fondato nel 1971, quale partito maoista, con il nome di Partito Comunista dei Paesi Bassi/Marxista-Leninista (Kommunistiese Partij Nederland/Marxisties-Leninisties, KPN/ML), come scissione dal Movimento Comunista Unitario dei Paesi Bassi (Kommunistiese Eenheidsbeweging Nederland), a sua volta una fazione filo-cinese espulsa dal Partito Comunista dei Paesi Bassi (CPN). La divisione era nata perché il Movimento non condivideva le aperture del fondatore del KPN/ML, Daan Monjé, agli studenti ed agli intellettuali. Nel 1972 il partito cambiò il nome in Socialistiese Partij (Partito Socialista), con l'ortografia fonetica popolare nei cerchi progressisti. Nel 1993 fu adottata l'ortografia convenzionale Socialistische Partij.
Il partito cercò subito il dialogo con le più variegate componenti sociali. Nel 1991 il partito abbandonò definitivamente il Marxismo-leninismo. Nel 1994 elesse i suoi primi due deputati al parlamento. Negli anni '90 il PvdA, socialdemocratico, si spostò verso il centro permettendo allo SP ed alla Sinistra Verde una maggiore visibilità. L'opposizione ai governi "viola" di Wim Kok (VVD e D66 "blu" e PvdA "rossi") permise allo SP di ottenere 5 seggi nel 1998 e un seggio alle europee del 1999.
I consensi per i Socialisti sono andati aumentando nelle competizioni successive. Alle politiche del 2003 il partito conquistò 9 seggi. Alle europee del 2004 i seggi da 1 passarono a 2. Lo SP è stato il partito di sinistra che più si è battuto contro la Costituzione europea nel referendum che ne ha respinto la ratifica.
La battaglia contro la Costituzione europea, nonché una campagna elettorale incentrata sul controllo dell'influenza integralista sulla comunità islamica olandese, sul rifiuto nell'inviare contingenti militari nelle missioni della NATO, sulla forte critica alle politiche del governo uscente in campo economico, premiò notevolmente il PS alle politiche anticipate del 2006. Il partito, infatti, passò dal 6,32 al 16,58% dei voti, ottenendo 25 seggi nella Camera bassa e posizionandosi quale terza forza del paese dietro CDA (41 seggi) e PvdA (33 seggi). Del resto, anche a destra ottenne un buon risultato la forza politica più radicale, il Partito per la Libertà (PVV), conservatore, che tolse voti al VVD ed elesse 9 deputati. Nonostante il buon risultato, il PS rimase all'opposizione, questa volta di un governo che vide la partecipazione di Appello Cristiano Democratico, Partito del Lavoro e Unione Cristiana.

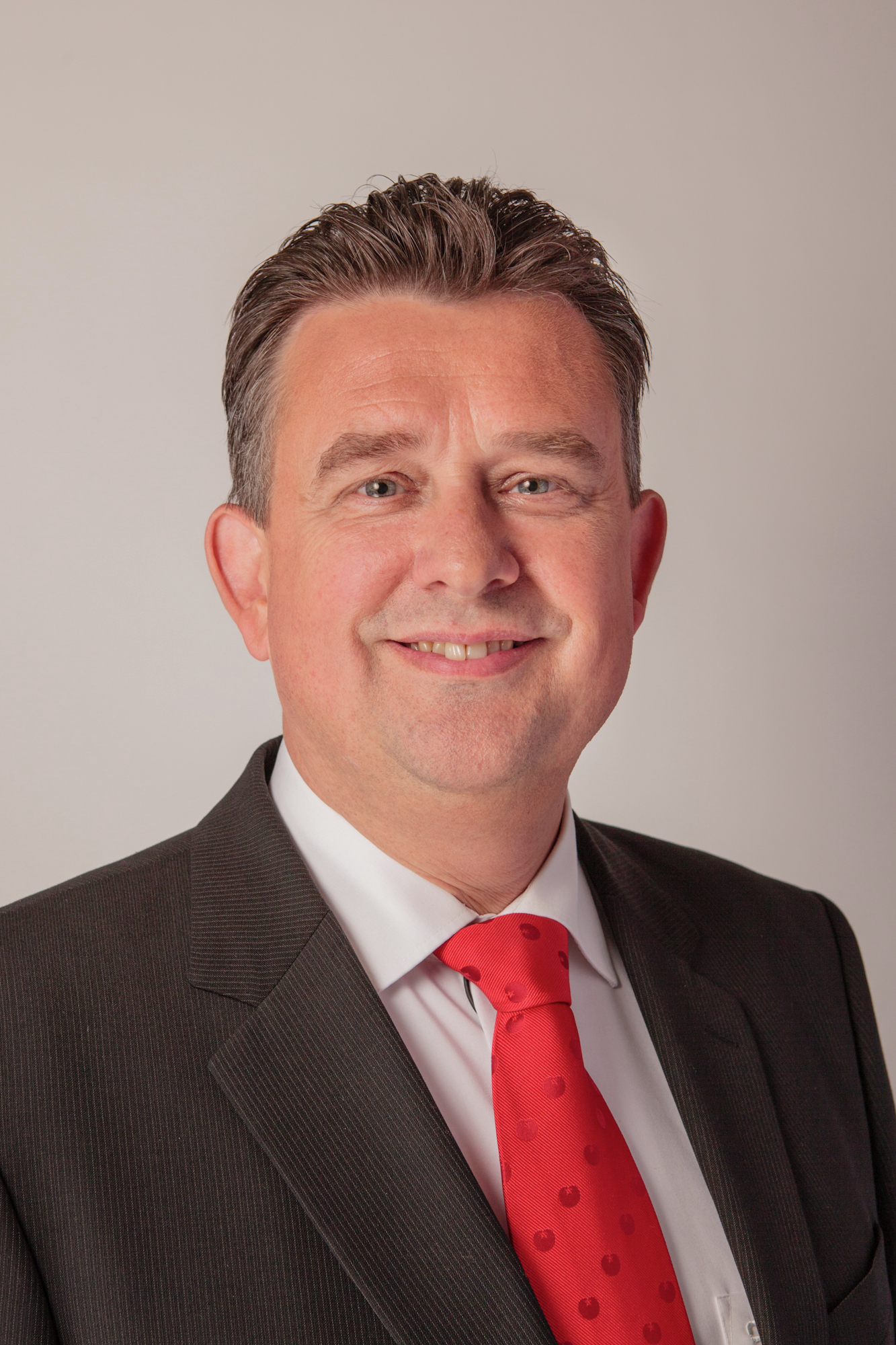
Emile Roemer

Le politiche del 2010 segnarono un forte calo per il Partito Socialista (- 6,76%). I democristiani del CDA persero il 12,8% e divennero il quarto partito in Parlamento. A crescere furono i liberali del VVD (+5,8%), i socio-liberali di D66 (+4,9%), gli ecologisti di GL (+2%), ma soprattutto i liberal-populisti del Partito per la Libertà (+9,4%). Il nuovo governo, di minoranza, fu composto da VVD e CDA, con l'appoggio esterno del PVV.
Il 21 aprile 2012 il PVV ritira il sostegno al governo di Mark Rutte, che si dimette due giorni dopo, portando il paese ad elezioni anticipate nel settembre dello stesso anno.
Dalla campagna elettorale precedente alle nuove elezioni il Partito Socialista era balzato in testa nelle intenzioni di voto dei sondaggi, ma la prova nelle urne si rivelerà assai più modesta, eguagliando grossomodo i risultati del 2010 ed ottenendo il 9,65% dei voti e 15 seggi alla Camera.

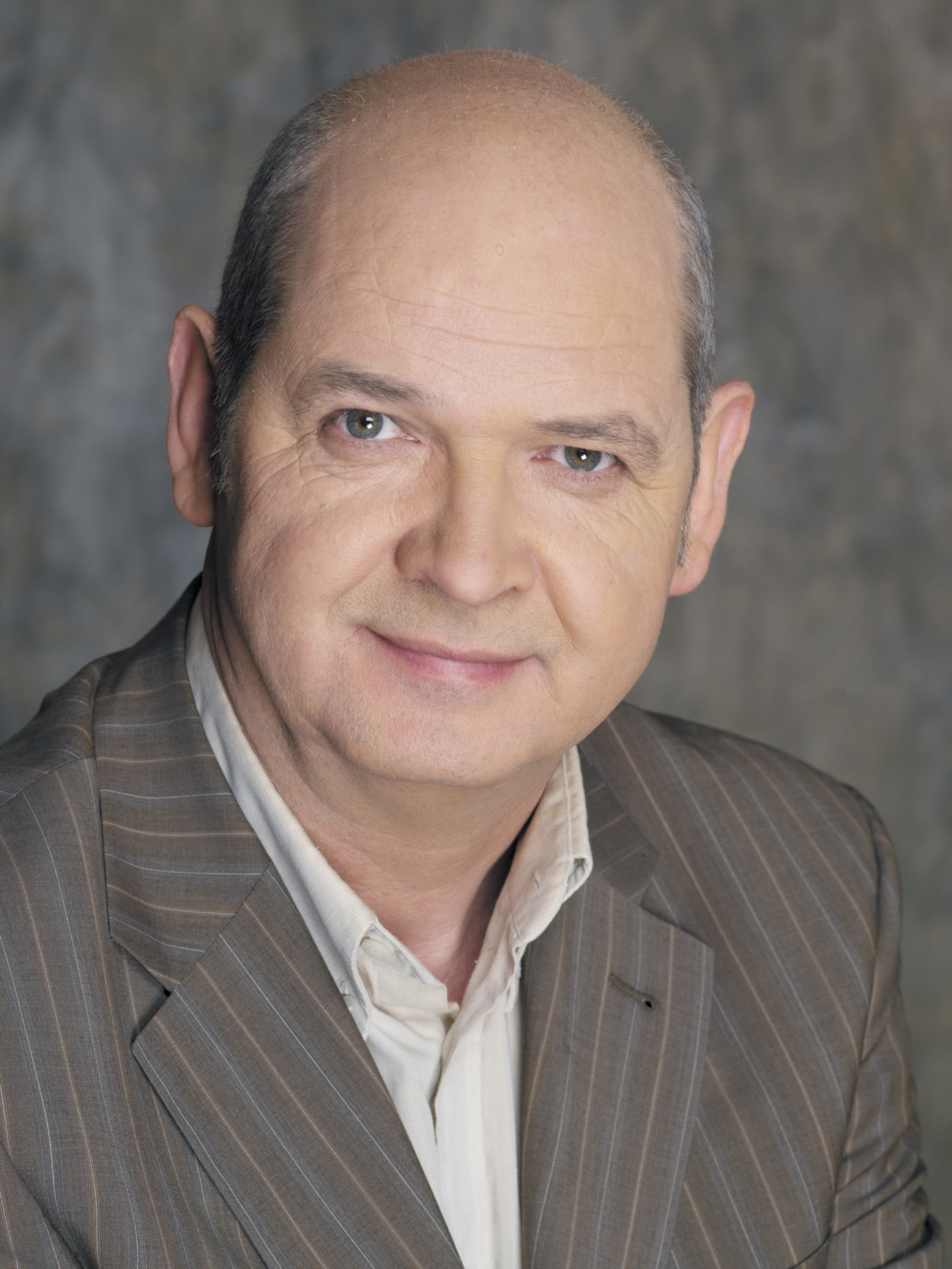
Jan Marijnissen

Alle elezioni europee del 2014 il partito, con il 9,6% di preferenze, supera il Partito del Lavoro.
Le stesse cifre sono confermate nelle elezioni parlamentari del 2017, dove l'SP si mantiene stabile al 9,09%.
Invece le elezioni europee del 2019 vedranno un pesantissimo crollo di consensi per i socialisti al punto da scendere ai propri minimi storici col 3,37% e perdendo la loro rappresentanza a Strasburgo.
Il Partito socialista ha un elettorato più operaio rispetto al PvdA e alla Sinistra Verde.

## Struttura

### Leadership

#### Leader
- Daan Monjé (22 ottobre 1971 – 1º ottobre 1986)
- Hans van Hooft Sr. (1º ottobre 1986 – 20 maggio 1988)
- Jan Marijnissen (20 maggio 1988 – 20 giugno 2008)
- Agnes Kant (20 giugno 2008 – 5 marzo 2010)
- Emile Roemer (5 marzo 2010 – 13 dicembre 2017)
- Lilian Marijnissen (13 dicembre 2017 – 9 dicembre 2023)
- Jimmy Dijk (dal 13 dicembre 2023)

#### Presidente
- Hans van Hooft Sr. (22 ottobre 1971 – 20 maggio 1988)
- Jan Marijnissen (20 maggio 1988 – 28 novembre 2015)
- Ron Meyer (28 novembre 2015 – 14 dicembre 2019)
- Jannie Visscher (dal 14 dicembre 2019)

#### Segretario
- Tiny Kox (20 gennaio 1994 – 24 maggio 2003)
- Paulus Jansen (24 maggio 2003 – 20 giugno 2005)
- Hans van Heijningen (20 giugno 2005 – 20 gennaio 2018)
- Lieke Smits (20 gennaio 2018 – 14 dicembre 2019)
- Arnout Hoekstra (dal 14 dicembre 2019)

### Presidenti dei gruppi parlamentari

#### Eeste Kamer
- Jan de Wit (13 giugno 1995 – 19 maggio 1998)
- Bob Ruers (19 maggio 1998 – 10 giugno 2003)
- Tiny Kox (10 giugno 2003 – 25 gennaio 2022)
- Rik Janssen (dal 25 gennaio 2022)

#### Tweede Kamer
- Jan Marijnissen (17 maggio 1994 – 20 giugno 2008)
- Agnes Kant (20 giugno 2008 – 5 marzo 2010)
- Emile Roemer (5 marzo 2010 – 13 dicembre 2017)
- Lilian Marijnissen (13 dicembre 2017 – 9 dicembre 2023)
- Jimmy Dijk (dal 13 dicembre 2023)

### Lijsttrekker
- Remi Poppe – 1977
- Hans van Hooft Sr. – 1981, 1982, 1986
- Jan Marijnissen – 1989, 1994, 1998, 2002, 2003, 2006
- Emile Roemer – 2010, 2012, 2017
- Lilian Marijnissen - 2021, 2023

## Risultati elettorali
| Elezione         | Voti      | %     | Seggi    |
| ---------------- | --------- | ----- | -------- |
| Legislative 1977 | 24.420    | 0,29  | 0 / 150  |
| Legislative 1981 | 30.380    | 0,35  | 0 / 150  |
| Legislative 1982 | 44.959    | 0,55  | 0 / 150  |
| Legislative 1986 | 32.144    | 0,35  | 0 / 150  |
| Legislative 1989 | 38.870    | 0,44  | 0 / 150  |
| Europee 1989     | 34.332    | 0,65  | 0 / 25   |
| Legislative 1994 | 118.768   | 1,32  | 2 / 150  |
| Europee 1994     | 55.311    | 1,34  | 0 / 31   |
| Legislative 1998 | 303.703   | 3,53  | 5 / 150  |
| Europee 1999     | 178.642   | 5,04  | 1 / 31   |
| Legislative 2002 | 560.447   | 5,90  | 9 / 150  |
| Legislative 2003 | 609.723   | 6,32  | 9 / 150  |
| Europee 2004     | 332.326   | 6,97  | 2 / 27   |
| Legislative 2006 | 1.630.803 | 16,58 | 25 / 150 |
| Europee 2009     | 323.269   | 7,10  | 2 / 25   |
| Legislative 2010 | 924.696   | 9,82  | 15 / 150 |
| Legislative 2012 | 909.853   | 9,65  | 15 / 150 |
| Europee 2014     | 458.079   | 9,64  | 2 / 26   |
| Legislative 2017 | 955.633   | 9,09  | 14 / 150 |
| Europee 2019     | 185.224   | 3,37  | 0 / 26   |
| Legislative 2021 | 623.371   | 5,98  | 9 / 150  |